# لويس كارلوس مارتينز
لويس كارلوس مارتينز هو مدرب كرة قدم ولاعب كرة قدم برازيلي، ولد في 22 أغسطس 1955 في Cafelândia, São Paulo ‏ في البرازيل. لعب مع Oeste Futebol Clube ‏.